# Escala de valors de Schwartz
L'escala de valors de Schwartz rep aquest nom pel seu creador, Shalom H. Schwartz, un psicòleg social que va estudiar els valors, actituds i necessitats universals latents de l'ésser humà en societat.

## Objectius de Schwartz
Schwartz dissenyà la seva escala principalment per dos motius:
- Identificar un conjunt de valors recognoscibles per diferents grups humans: és a dir, que serveixen per a ser utilitzats en qualsevol cultura, i que s'utilitzaran per establir prioritats.
- Identificar una estructura sobre les relacions entre aquests dos tipus de valor, i conèixer quals dels valors eren compatibles entre si i quals no.

La idea central de l'escala de valors de Schwartz, segons ell mateix, «és que els valors representen, com a metes conscients, les respostes que tots els individus i societats han de donar a tres requisits universals: 
- Les necessitats de les persones com a organismes biològics
- Els requisits de la interacció social coordinada
- Els requisits per al correcte funcionament dels grups»

## Els valors de l'escala de Schwartz
| Valors        | Descripció |
| ------------- | --- |
| Autodirecció  | Independència en l'acció, creació i pensament (per exemple, creativitat, llibertat, curiositat...)                                                                       |
| Benevolència  | Preocupació per preservar i reforçar el benestar de persones amb les qui es manté un contacte personal freqüent (per exemple, ser honest, leal...)                       |
| Conformitat   | Limiatció de les accions, inclinacions e impulsos que poden fer mal a altres, i violar les expectatives o normes socials (per exemple, ser obedient, autodisciplinat...) |
| Estimulació   | Excitació, novetat i desfiaments en la vida (per exemple, una vida variada, excitant...)                                                                                 |
| Èxits         | Èxit personal com a resultat de demostrar competència segons les normes socials (per exemple, ser ambiciós, capaç...)                                                    |
| Hedonisme     | Plaer o gratificació sensual per a la persona (per exemple, gaudir de la vida).                                                                                          |
| Poder         | Posició i prestigi social, control o domini sobre persones o recursos (per exejmple, poder social, reconeixement social, riquesa...)                                     |
| Seguretat     | Seguretat, harmonia i estabilitat en la societat, les relacions interpersonals i en la mateixa persona (per exemple, seguretat familiar, orden social...)                |
| Tradició      | Respectar i acceptar els costums e idees que la cultura o la religió imposen a la persona (per exemple, el respecte a la tradició, la humilitat...)                      |
| Universalisme | Comprensió, estima, tolerància i protecció per al benestar de tota la gent i per a la naturalesa (per exemple, igualtat, un món de pau, obert...)                        |

## Relacions entre els tipus motivacionals de valors
Quan volem realitzar simultàniament diversos tipus de valors, açò és possible o no. Els tipus motivacionals s'organitzen en dues dimensions bipolars que engloben l'oposició entre elles:
1. Autopromoció (èxits i poder) vs. Autotrascendència (universalisme i benevolència)
2. Apertura al canvi (autodirecció, estimulació i hedonisme) vs. Conservació (tradició, seguretat i conformitat).